# Lars Espejord
Lars Christian Espejord (Tromsø, 18 maggio 1963) è un ex calciatore norvegese, di ruolo centrocampista.

## Biografia
È il padre di Runar Espejord, calciatore professionista.

## Caratteristiche tecniche
Espejord era un centrocampista dallo spirito battagliero, che riusciva a dimostrarsi efficace sia nel gioco a terra che in quello aereo. A causa dell'imponente stazza, non era particolarmente veloce. Compensava questa mancanza, però, con una grande forza fisica.

## Carriera

### Giocatore

#### Club
Espejord cominciò la carriera con la maglia del Tromsø, debuttando nella prima squadra all'età di diciannove anni. Nel campionato 1982, la squadra conquistò la promozione nella 2. divisjon; in quello del 1985, riuscì a centrare un'altra promozione, stavolta nella massima divisione norvegese. Il 1º maggio 1986 debuttò allora nella 1. divisjon, quando fu schierato titolare nel pareggio per 1-1 in casa del Kongsvinger. Il 7 maggio successivo, realizzò il primo gol in questa divisione, contribuendo al successo esterno per 1-2 sullo Strømmen. Fu titolare e autore di una rete nella finale di Coppa di Norvegia 1986, vinta per 4-1 sul Lillestrøm. Nonostante non fosse un attaccante, realizzò 70 reti con la maglia del Tromsø, risultando tra i migliori marcatori della storia del club. Ne fu anche capitano per sei stagioni.

### Dopo il ritiro
Una volta appesi gli scarpini al chiodo, Espejord diventò assistente dell'allenatore del Tromsø Terje Skarsfjord nel 2002 e ricoprì lo stesso incarico nel 2005, stavolta mentre il club era guidato da Steinar Nilsen.

## Palmarès

### Club

#### Competizioni nazionali
- Coppa di Norvegia: 1

Tromsø: 1986